# Sulochana Gadgil
Sulochana Gadgil (Pune, 7 de junio de 1944-Bangalore, 24 de julio de 2025) fue una meteoróloga india empleada en el Centro de Ciencias Atmosféricas y Oceánicas (CAOS) en Bangalore, India. Estudió el cómo y los porqués de los monzones, incluyendo estrategias agrícolas para hacer frente a la variabilidad pluviométrica y modelando fenómenos ecológicos y evolutivos. Su investigación condujo al descubrimiento de una característica básica de la variación subestacional en las bandas de nubes del monzón.
Demostró que el monzón no es una gigantesca brisa de tierra-mar, sino que es una manifestación de la migración estacional de un sistema de escala planetaria que se ve a través de las regiones no monzónicas. En colaboración con los agricultores, derivó en estrategias agrícolas adaptadas a la variabilidad de las precipitaciones de diferentes regiones de la India.

## Biografía
Nació en 1944 en Pune. Proviene de un famoso linaje genealógico con su bisabuelo ministro en el estado de Tonk conocido por sus heroicos esfuerzos para ayudar a las personas durante las sequías severas. Su abuelo y su padre fueron respetados por los médicos de su tiempo. Al mismo tiempo, su abuelo fue un luchador por la libertad y recibió varios participantes activos de la lucha contra el dominio colonial en su casa.
Hizo su escolarización temprana en Pune, en un medio marathi. Luego, pasó a una educación media en inglés, en el Valle de Rishi (internado en Andhra Pradesh). Regresó a Pune, para su estudio de grado en la Facultad de Fergusson donde optó por la historia natural con química, física, y matemática. En esa coyuntura, se comprometió con Madhav Gadgil, un compañero de estudios y juntos decidieron proseguir una carrera científica. Ambos ingresaron, con becas en Harvard.

## Retorno a India
En 1971, retornó a India con su esposo, también un académico de Harvard. Ingresó al Instituto Indio de Meteorología Tropical como una oficial CSIR por dos años, con los científicos R. Ananthakrishnan y D.R Sikka. Fue reclutada como miembro del Centro de Estudios Teórico (CTS), que también ocurrió con su marido, y lo fue como matemático y ecólogo. Simultáneamente, se estaba creando una nueva institución: el Centro de Ciencias Atmosféricas y Oceánicas (CAOS).

## Vida personal
Estába casada con Madhav Gadgil, un ecólogo, y tenía una hija y un hijo.